# Einar Berntsen
Einar Berntsen (* 20. November 1891 in Tønsberg; † 1. Februar 1965 in Nøtterøy) war ein norwegischer Segler und Eisschnellläufer.

## Erfolge
Einar Berntsen, der für den Kongelig Norsk Seilforening segelte, gewann 1920 in Antwerpen bei den Olympischen Spielen in der 6-Meter-Klasse nach der International Rule von 1907 die Bronzemedaille. Er war Crewmitglied der Stella, deren übrige Crew aus Trygve Pedersen und Skipper Henrik Agersborg bestand. In drei Wettfahrten gelang der Stella zwar ein Auftaktsieg, wurde jedoch anschließend zweimal in Folge Vierte und damit Letzte. Die Stella hatte damit ebenso wie das belgische Boot Suzy neun Gesamtpunkte, weswegen es zu einer weiteren Wettfahrt zwischen den beiden Yachten kam. Nach einem Sieg der Stella schloss diese die olympische Regatta auf dem dritten Gesamtplatz ab.
Berntsen war auch als Eisschnellläufer aktiv und nahm 1912 an den Weltmeisterschaften teil, wo er den achten Platz belegte. Für eine kurze Zeit war er Vorstandsmitglied des norwegischen Eisschnelllaufverbandes.